# Daniel Erlandsson
Daniel (John) Erlandsson (født 22. maj 1976 i Malmø, Sverige) er trommeslager i det svenske melodisk dødsmetal-band Arch Enemy.
Noget af hans tidligste arbejde inkluderer In Flames' EP Subterranean hvor han spillede trommer. Han har også spillet i andre bands som Eucharist, Liers in Wait, Diabolique, Armageddon (Sammen med Christopher Amott fra Arch Enemy) og The End.
Daniels ældre bror Adrian Erlandsson var tidligere trommeslager for At the Gates og Cradle of Filth. De voksede begge to op sammen i Sverige og begyndte at spille trommer i en meget ung alder. Daniel skriver på Arch Enemys hjemmeside: "Vi voksede op sammen og plejede at jamme på et lille trommesæt i vores forældres kælder, han begyndte først og jeg fulgte efter nogen år senere. Han har været en stor indflydelse gennem årene og var det ikke for ham havde jeg formentlig ikke spillet i dag." Han blev også inspireret af musikere som Bill Cobham, Vinny Appice, Dave Lombardo og Scott Travis. 